# Marcus Enström
Marcus Lars Enström, född 29 augusti 1987 i Göteborg, är en svensk före detta handbollsspelare. Han är vänsterhänt och spelade i anfall som högersexa.
Marcus Enström spelade elva säsonger, från 2006 till 2017, i Alingsås HK. Han var med och vann två SM-guld, 2009 och 2014. Våren 2010 blev han utsedd till Årets komet i Elitserien.
I september 2017 värvades Enström med kort varsel av tyska Bundesligalaget HC Erlangen. Efter drygt en månad återvände han till Sverige och avslutade spelarkarriären definitivt.